# Czy to już miłość?
Czy to już miłość? – pierwsza część cyklu powieściowego Best Friends autorstwa Rosie Rushton.

## Treść

### Wprowadzenie
Chloe Sanderson jest córką sławnej prezenterki telewizyjnej, Suzy Sanderson. Ojciec dziewczyny także pracuje w telewizji. Znęca się on nad matką Chloe, ale ta nie potrafi rozwieść się z Edwardem.
Rodzina Jasmin Johnson pochodzi z Karaibów.  Mieszkali oni w  Londynie ale przeprowadzili się do Leeds po napadzie na ojca dziewczyny. Matka Jasmin uważa, że jej córka powinna przyjaźnić się z czarnymi dziećmi, bo białe nie mają żadnego poszanowania zasad. Rodzice Jasmin są właścicielami kafejki “Nad Kanałem”.
Matka Sinead Flaherty otrzymała 500 000 funtów spadku. Ojciec dziewczyny decyduje o kupnie mieszkania w Wharfside. Rodzina Sinead spędza wakacje na Majorce, ale Kathleen nie jest z tego zadowolona, bo pieniądze spowodowały szaleństwo jej męża.
Ojciec Nicka Bowena umarł i pozostawił długi.  Dlatego on i jego matka musieli przeprowadzić się do małego domku, w którym mieszkają z babcią Nicka. Nick jest bardzo tajemniczy na temat swojego ojca i własnej przeszłości.
Sanjay Fraser interesuje się animacją komputerową, ale jego ojciec chce, aby został prawnikiem. Sanjay nie chce mu powiedzieć o swoich planach, bo boi się jego reakcji.

### Streszczenie
Zaczyna się nowy rok szkolny. Koleżanka Chloe, Emma, odeszła ze szkoły I dziewczyna czuje się samotna. Na szczęście znajduje nową przyjaciółkę Jasmin, która pomaga jej w wysłaniu  e-maila do Jacka Kemptona – chłopca, którego poznała w Grecji. W tym samym czasie, Sinead spotyka się z koleżankami z Burnthedge - Bianką i Abby. Dziewczyny dostają od niej cenne prezenty – perłę i złotą bransoletkę. Gdy zdają sobie sprawę z tego, ile pieniędzy ma rodzina Sinead, postanawiają ją wykorzystać, aby kupowała im ubrania I kosmetyki. Sinead nie widzi w tym nic złego, dopóki nie podsłuchuje ich rozmowy. Zrywa przyjaźń z dziewczynami I zostaje przyjaciółką Chloe, której przez jakiś czas nienawidziła.
Nick zaczyna nową szkołę, ale jest załamany. Poznaje Sanjaya Frasera, który jest niski I każdy uważa go za dziwaka. Nick rozmawia z nim, ale Sanjay is jest smutny, bo Nick jest wysoki i zawsze wie co powiedzieć. Na szczęście, Nick wcale nie jest tak pewny siebie na jakiego wygląda i zostają przyjaciółmi. Sanjay jest zadowolony z tego, że Nick jest miły dla jego siostry, Rani.
Chloe organizuje imprezę urodzinową w kafejce rodziców Jasmin. Zaprasza  Nicka, Sanjaya, Jasmin i Sinead. Sanjay rozmawia z Jasmin i zakochuje się w niej. Sinead chce zaimponować Nickowi, ale wie, że Chloe jest dla niego tą jedyną.

## Bohaterowie
- Chloe Sanderson – córka Suzy Sanderson, prezenterki lokalnej telewizji. Jest ładna i modnie się ubiera. Jest zakochana w Jacku Kemptonie, przez co nie dostrzega uczuć Nicka. Uczy się w liceum Lockbridge.
- Jasmin Johnson – jej rodzina pochodzi z Karaibów. Matka Jasmin uważa, że najlepiej jest utrzymywać kontakty z ludźmi tej samej rasy, ale Jasmin jest temu przeciwna. Przyjaźni się z Chloe i zakochuje się w Sanjayu.
- Nick Bowen – sportowiec. Jest nowym uczniem w Lockbridge i właściwie od razu zaprzyjaźnia się z Sanjayem. Na początku jest dość tajemniczy (nikt nie wie o tym, że zmarł mu ojciec i o długach, jakie pozostawił), ale gdy znajduje prawdziwych przyjaciół postanawia im o wszystkim opowiedzieć. Jest zakochany bez wzajemności w Chloe.
- Sanjay Fraser – komputerowiec. Uważa, że komputer jest lepszy niż człowiek dopóki nie zaprzyjaźnia się z Chloe, Nickiem, Jasmin i Sinead. Jego ojciec pochodzi z Kanady, a matka jest Hinduską. Ma młodszą siostrę.
- Sinead Flaherty – niezbyt popularna dziewczyna w szkole. Jej matka otrzymuje spadek po kuzynie. Zostaje przez to oszukana przez swoje "przyjaciółki".
- Suzy Sanderson – matka Chloe, prezenterka telewizyjna.
- Edward Sanderson – ojciec Chloe, bije jej matkę.
- Josephine Johnson – matka Jasmin. Uważa, że jej córka powinna się zadawać wyłącznie z dziećmi z Karaibów.
- Harry Johnson – ojciec Jasmin. Został pobity przez chuliganów w Londynie.
- Jenny Bowen – matka Nicka, pracuje u Johnsonów.
- Joan Andrews – babcia Nicka, u której mieszka wraz z matką.
- Duncan Fraser – ojciec Sanjaya, naukowiec.
- Dipti Fraser – matka Sanjaya, naukowiec i pisarka.
- Rani Fraser – młodsza siostra Sanjaya. Choruje na zespół Downa.
- Kathleen Flaherty – matka Sinead.
- Shaun Flaherty – ojciec Sinead.
- Erin Flaherty – młodsza siostra Sinead.